# Atletisme als Jocs Olímpics d'estiu de 1904 - 4 milles per equips homes
La prova de les 4 milles per equips masculins va ser una de les proves disputades durant els Jocs Olímpics de Saint Louis de 1904. Aquesta fou la primera i darrera vegada que es va córrer aquesta distància en uns Jocs Olímpics. Quatre anys abans s'havia corregut una distància similar, els 5000 metres per equips. La prova es va disputar el 3 de setembre de 1904 i hi van prendre part dos equips de cinc atletes cadascun, nou dels Estats Units i un de França.

## Medallistes
| Or                                                                                                 | Plata                                                                                           | Bronze     |
| Estats Units New York AC Arthur Newton George Underwood Paul Pilgrim Howard Valentine David Munson | Equip mixt · Chicago Jim Lightbody · William Verner · Lacey Hearn · Albert Coray · Sidney Hatch | no n'hi ha |

## Resultats

### Classificació individual
Per determinar la posició de l'equip es fa servir el sistema punt per plaça, sent el vencedor l'equip que menys punts fa.
| Posició | Atleta           | Equip       | Temps      | Punts |
| ------- | ---------------- | ----------- | ---------- | ----- |
| 1       | Arthur Newton    | New York AC | 21' 17,8"  | 1     |
| 2       | Jim Lightbody    | Chicago AA  | desconegut | 2     |
| 3       | William Verner   | Chicago AA  | desconegut | 3     |
| 4       | Lacey Hearn      | Chicago AA  | desconegut | 4     |
| 5       | George Underwood | New York AC | desconegut | 5     |
| 6       | Paul Pilgrim     | New York AC | desconegut | 6     |
| 7       | Howard Valentine | New York AC | desconegut | 7     |
| 8       | David Munson     | New York AC | desconegut | 8     |
| 9       | Albert Coray     | Chicago AA  | desconegut | 9     |
| 10      | Sidney Hatch     | Chicago AA  | desconegut | 10    |

### Classificació per equips
Els punts de cada membre de l'equip són sumats, guanyant l'equip que obté menys punts.
| Posició | Equip       | Punts |
| ------- | ----------- | ----- |
| Or      | New York AC | 27    |
| Plata   | Chicago     | 28    |